# Храстов репкар
Храстов репкар (лат. Neozephyrus quercus) врста је лептира из породице плаваца (лат. Lycaenidae).

## Опис врсте
Још један лако препознатљив репкар. Верује се да се одрасли лептири хране слатким материјама које луче биљне ваши.

## Распрострањење и станиште
Храстов репкар цео живот проводи уз рубове проређених храстових шума и жбуњака, али залази и у воћњаке. Насељава готово целу Европу.

## Биљке хранитељке
Основне биљке Хранитељке су из рода Храстови (Quercus spp.).